# Hastings (Royaume-Uni)
Pour les articles homonymes, voir Hastings.
Hastings (/ˈheɪstɪŋz/ en anglais) est une ville britannique d'Angleterre. Elle est située dans le comté du Sussex de l'Est, à 85 km au sud-est de Londres. Au moment du recensement de 2011, elle comptait 90 254 habitants. Célèbre pour avoir donné son nom à la bataille d'Hastings, c'est une ville balnéaire depuis le milieu du XVIIIe siècle, après avoir été l'un des principaux ports de pêche anglais.

## Histoire
Le site d'Hastings est occupé très tôt, dès le Mésolithique. Après la conquête romaine de la Bretagne, le minerai de fer local commence à être exploité. Au Haut Moyen Âge, une tribu germanique, les Hæstingas, s'installe dans la région et finit par donner son nom à la ville.
Le 14 octobre 1066, la bataille d'Hastings oppose les deux prétendants au trône d'Angleterre, Harold Godwinson et Guillaume de Normandie. Bien que les combats aient eu lieu à une quinzaine de kilomètres de la ville, c'est son nom qui est resté associé à la bataille.
Au XIIe siècle, Hastings fait partie des Cinq-Ports. Son importance commerciale décline après les inondations qui frappent la côte sud de l'Angleterre en 1287, détruisant une partie du château d'Hastings et du port. La ville subit également les effets de la guerre de Cent Ans : en 1339, elle est prise et pillée par une attaque de la marine française. En 1377, Hastings est de nouveau détruite par un débarquement français, cette fois par les navires de Jean de Vienne.
Après la proclamation de la République en France, le 4 septembre 1870, Hastings sert de refuge temporaire à l'ex-empereur Napoléon III et son épouse.

## Manifestations
De nombreuses manifestations ont lieu tout au long de l’année à Hastings, qui malgré sa taille modeste a une vie culturelle active. Cela s’explique notamment par son statut de ville balnéaire relativement proche de Londres, mais aussi par l’implication de la population locale à travers un grand nombre d’associations qui organisent ou participent bénévolement à l’organisation de ces nombreux événements.
- Jack in The Green («Jack dans le vert» en français) est l’événement le plus important de l’année à Hastings. Durant toute la semaine précédant le premier lundi de mai (férié en Angleterre) ont lieu de nombreuses célébrations pour fêter l’arrivée du printemps dont le point culminant, le lundi, est le grand défilé où Jack et ses Boggies (démons acolytes) parcourent les rues de la ville, accompagnés par des danseurs (principalement des Morris dance), des percussionnistes et des ramoneurs avant de monter sur la colline où Jack est symboliquement tué pour libérer l’esprit de l’été. C’est aussi le jour de la première grande excursion de l’année des motards d’Angleterre qui descendent sur Hastings en très grand nombre (plus de 20 000).
- Sea Food and wine Festival : le moment fort de l’automne est le Sea Food and Wine Festival où tous les producteurs locaux (dans un rayon de 45 km) se réunissent sur la place dite  Stade. De nombreux concerts et animations ont aussi lieu durant cette semaine.
- Pirate Day : la première journée pirate a eu lieu en 2009 et le succès n’a cessé de grandir jusqu’en 2012 où le livre Guinness des records était présent et a attribué à la ville le record mondial du plus grand rassemblement pirate du monde, avec plus de 14 000 personnes déguisées en pirates rassemblées sur la plage.
- Old Town Week (« La semaine de la vieille ville » en français), est un événement qui a lieu chaque année dans la vieille ville, comme son nom l’indique, généralement durant la première semaine d’août. Les festivités sont ouvertes sur Winkle Island («l’ile du bigorneau»), une petite place au cœur de Hastings et incluent, entre autres, des concerts, des courses de charité de bateau, motos, des courses de poussettes customisées et des Morris dance. La semaine se termine avec le Carnaval de la Vieille Ville ou défilent des chars, des danseurs, des majorettes, des groupes de musique ambulants et qui est clôturée par un feu d’artifice.
- Feu de joie d’Hastings : aux alentours du 14 octobre, pour célébrer la bataille d'Hastings et la Conspiration des poudres une grande marche aux flambeaux est organisée à travers la ville par la « Société Artificière d’Hasting » elle est clôturée par un large feu de joie sur la plage accompagné d’un feu d’artifice. C’est une manifestation très populaire, qui réunit chaque année plus de 10 000 personnes, d’Angleterre et d’Europe. D’autres feux de joie ont aussi lieu à cette période dans les alentours, notamment à Battle, Robertsbridge et Rye.

D’autres événements plus modestes ont lieu, tels que le « Festival de la bière et de la musique d’Hastings » qui a lieu chaque année à Alexandra Park, le « Festival musical d’Hastings » qui prend place tous les ans au White Rock Theatre, et le fameux tournoi international d'échecs de Hastings. Cette manifestation commémore depuis la fin de la Première Guerre mondiale (1920) un des plus grands tournois d'échecs de l'histoire, celui de 1895.

## Lieux

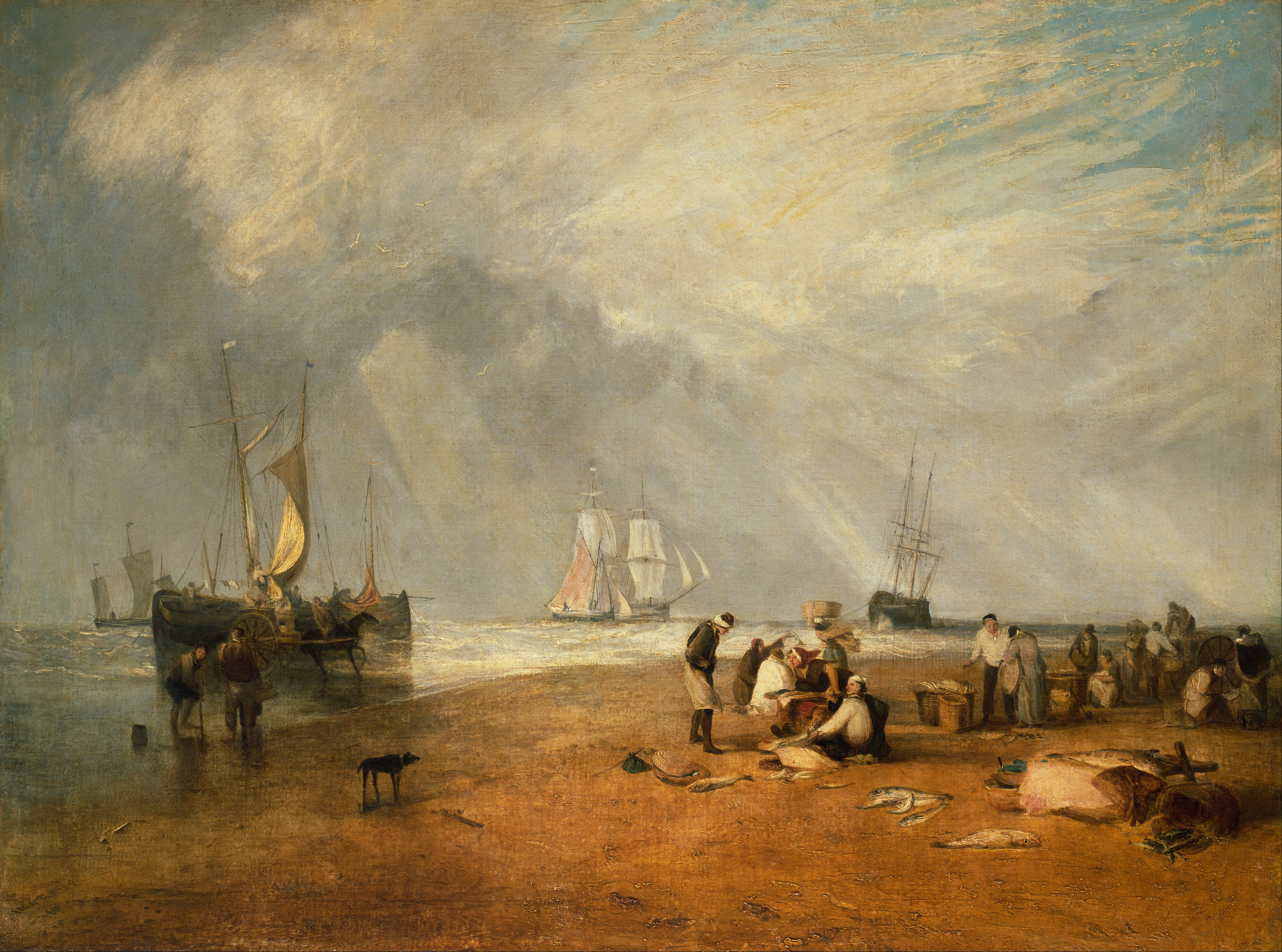
Le Marché aux poissons de Hastings Beach,
William Turner, 1810,
musée d'art Nelson-Atkins.

- Le Hastings Country Park accessible via un des deux funiculaires sur Hastings.
- Le Fishermen's museum, un musée consacré au monde marin et à l'histoire de la pêche à Hastings[3], il est situé dans une ancienne église.
- Le Smugglers adventure et la Battle Zone
- Le château d'Hastings, construit en 1066 par Guillaume le Conquérant et aujourd'hui très ruiné par l'usure du temps et les conflits guerriers.

## Transports
La gare de Hastings est le terminus de la Hastings Line (Southeastern) qui relie la ville à la gare de Charing Cross, à Londres. Cette ligne dessert les gares suivantes : St Leonards Warrior Square, West St Leonards, Crowhurst, Battle, Robertsbridge, Etchingham, Stonegate, Wadhurst, Frant, Tunbridge Wells, High Brooms, Tonbridge, Sevenoaks, Orpington, London Bridge, Waterloo East.
Fréquence : 2 trains par heure (un semi-express, un omnibus).

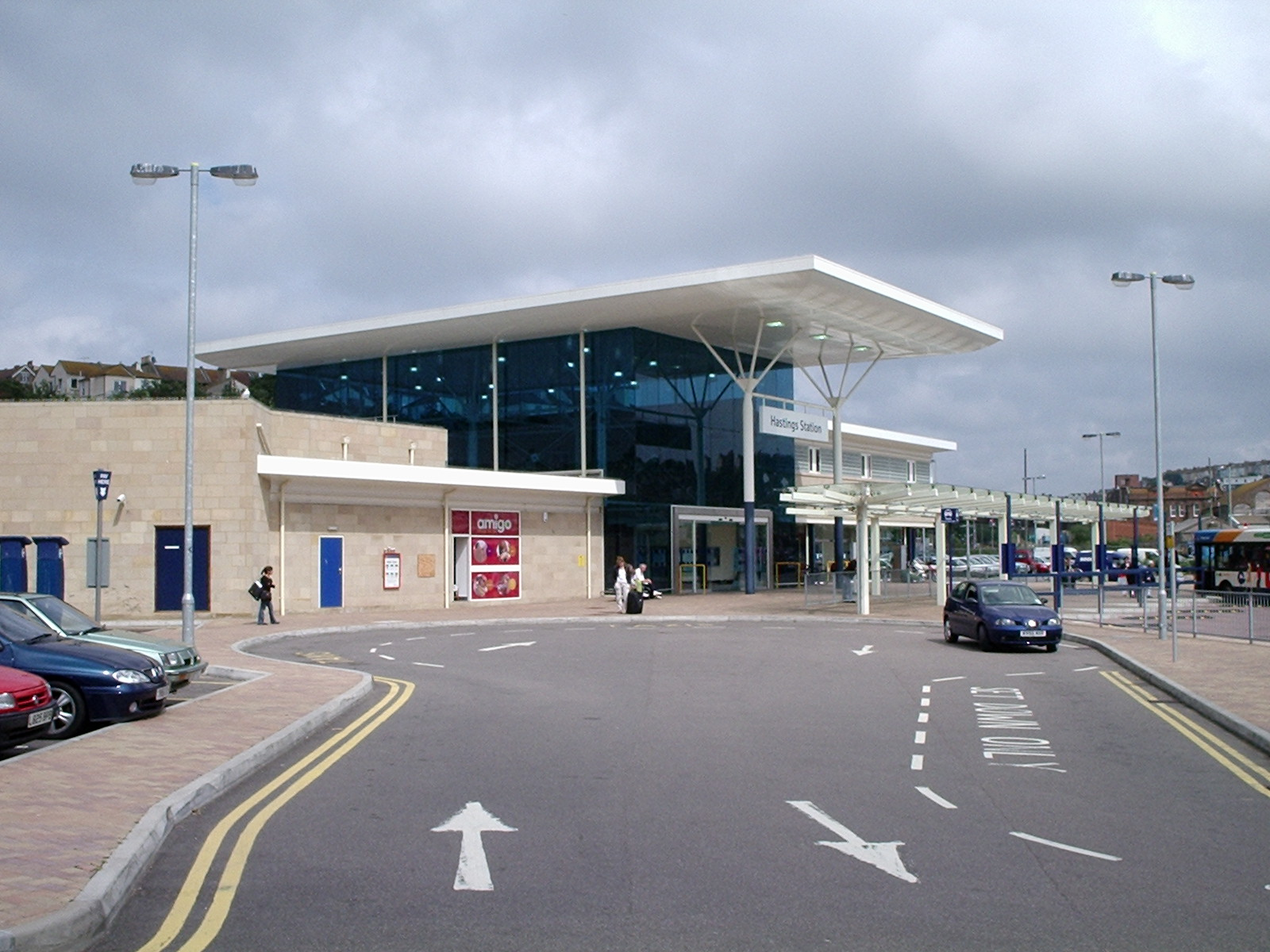
Gare de Hastings.

## Jumelage
| Hastings Béthune Dordrecht Audenarde Schwerte |

- Béthune (France)
- Dordrecht (Pays-Bas)
- Audenarde (Belgique)
- Schwerte (Allemagne)

## Personnalités liées à la ville
- Richard Nott, né à Hastings en 1947[5].
- Théodore Roussel (1847-1926), artiste britannique, mort dans cette ville.